# Trolejbusy w Saarbrücken
Trolejbusy w Saarbrücken – zlikwidowany system trolejbusy w Saarbrücken, stolicy niemieckiego kraju związkowego Saara. Trolejbusy były potocznie nazywane „trolleybusami”.

## Historia
Trolejbusy w Saarbrücken uruchomiono 12 listopada 1948 r. jako uzupełnienie miejscowej sieci tramwajowej, w czasie przynależności miasta do francuskiego Protektoratu Saary. Jego operatorem była spółka Gesellschaft für Straßenbahnen im Saartal (GSS). Pierwsza linia trolejbusowa nr 21 biegła z dworca głównego przez Luisenbrücke i Schlossplatz do Hohen Wacht. Zastąpiła część linii tramwajowej nr 15. W 1948 r. trolejbus zastąpił linię tramwajową nr 15, a w 1953 r. linię tramwajową nr 10, obsługiwaną przez przewoźnika Gesellschaft Straßenbahn St.-Johann–Riegelsberg–Heusweiler.
Zmierzch systemu trolejbusowego rozpoczął się w 1957 r. wraz z przyłączeniem Saary do Republiki Federalnej Niemiec. Ponieważ obowiązywały przepisy podatkowe Republiki Federalnej Niemiec, za przejazd trolejbusami trzeba było uiszczać opłatę drogową, co powodowało wzrost kosztów podróży. Po przystąpieniu do Republiki Federalnej Niemiec nastąpił jednak spadek cen paliwa, co umożliwiło wprowadzenie większej liczby autobusów i wymianę kilku linii. 12 maja 1964 r., rok przed likwidacją ostatniej linii tramwajowej, zlikwidowano komunikację trolejbusową i zastąpiono ją autobusami.

## Tabor
Początkowo w ruchu było pięć trolejbusów, a w momencie likwidacji systemu było ich siedemnaście. W tamtym czasie uważano ten środek transportu za bardziej ekonomiczny niż tramwaje i autobusy, które wprowadzono w tym samym czasie i które były napędzane olejem napędowym, który w Saarze był drogi. W tym czasie trolejbusy można było tanio kupić od francuskiej firmy Vétra. Oficjalnie mogły pomieścić od 75 do 80 pasażerów, ale często było w nich tłoczno.
W niektórych latach przewieziono nawet osiem milionów pasażerów.
Do dziś zachowało się niewiele pamiątek po trolejbusach. Wszystkie trolejbusy będące w eksploatacji w momencie wycofania z eksploatacji zostały złomowane. Przetrwały niektóre słupy trakcyjne, służące dziś jako oświetleniowe.